# Kaingaroa Forest

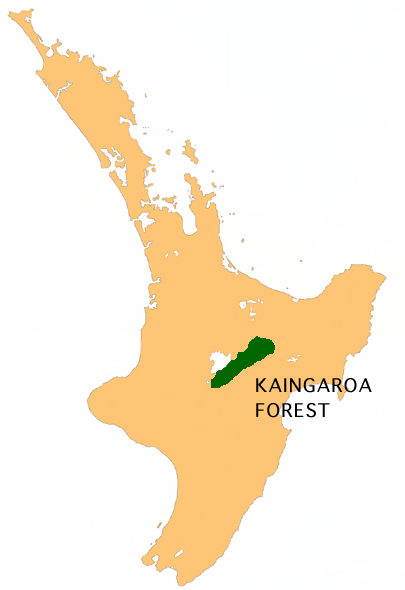
Ligging van Kaingaroa Forest

Kaingaroa Forest is het grootste bos op het Noordereiland te Nieuw-Zeeland. Het heeft een oppervlakte van 2900 km² en strekt zich uit langs de oostkust van het Taupomeer. Het hoofdkwartier van dit bos bevindt zich in Kaingaroa, 50 km ten zuidoosten van Rotorua. 
Het bos werd aangeplant in de late jaren '20 van de twintigste eeuw en het was staatseigendom van de Nieuw-Zeelandse regering. In die tijd stond het bos bekend onder de naam Kaingoroa State Forest. 
State Highway 38 loopt door het bos.